# Botev
Botev (bulgariska: Ботев) är det högsta berget i Balkanbergen i Bulgarien, med toppen 2 376 meter över havet.

## Robotskapad information
Berget ligger i regionen Plovdiv, i den centrala delen av landet, 130 km öster om huvudstaden Sofia. 
Terrängen runt Botev är bergig åt sydost, men åt nordväst är den kuperad. Närmaste större samhälle är Karlovo, 13,3 km sydväst om Botev. 
Omgivningarna runt Botev är en mosaik av jordbruksmark och naturlig växtlighet. Runt Botev är det ganska tätbefolkat, med 58 invånare per kvadratkilometer.